# Conjunt de la plaça de l'Església i el carrer de les Flors
El Conjunt de la plaça de l'Església i el carrer de les Flors és una obra de la Pobla de Montornès (Tarragonès) protegida com a Bé Cultural d'Interès Local.

## Descripció
Els diferents edificis que conformen la plaça de l'Església i el carrer de les Flors, independentment de la seva protecció com elements individualitzats, conformen un conjunt harmònic que cal protegir.